# 機動戦士ガンダム MSイグルー2 重力戦線の登場人物
機動戦士ガンダム MSイグルー2 重力戦線の登場人物（きどうせんしガンダム エムエス イグルー ツー じゅうりょくせんせんのとうじょうじんぶつ）では、OVA『機動戦士ガンダム MSイグルー2 重力戦線』に登場する、架空の人物を列挙する。

## 地球連邦軍

### アリーヌ・ネイズン
声 - 井上喜久子
第3話の主人公。RTX-440ガンタンク小隊指揮官兼1番機パイロット。
階級は技術中尉。同僚のクライドと交際していたが、彼がRTX-440の技術流出を行った上にジオンへ逃亡したため、それに関与した疑いを掛けられ、軍事法廷で終身刑の判決を受ける。これを機にクライドへの復讐を誓う。
オデッサ作戦の際に仮釈放され、11月8日にダブデ陸上戦艦を始めとするジオン軍防衛部隊に苦戦する独立混成第44旅団の支援のため派遣される。到着翌日の11月9日、ガンタンク小隊を率いて敵を次々と撃破し、最後はクライドが搭乗しているダブデに自爆攻撃を仕掛け撃破する。その後、撃破したダブデから少し離れた所で目を覚ますも死神から彼が二重スパイであり、技術流出もジオンに潜入するための手段であったことを知らされ、絶望に打ちのめされる。
クズワヨとカルッピと共に3機でグフ(グフカスタム)1機を盾では防げない脇腹に命中させて撃破、クズワヨとカルッピが自爆後に単独でドム2機の内の1機は主砲を足元に命中させ爆風で転倒させ大破させて撃破、もう1機は機関砲と自機の増槽ドラム缶を切り離し引火爆発させて爆風で撃破するなど、ザクよりも格段に強い当時のジオン軍量産機としては最新鋭最高性能のドムやグフなどの機体を撃破している。
生死は不明で、バーバリーやヤンデルと異なり、戦死日時・場所・MS撃破記録が表示されていない。

### ドロバ・クズワヨ
声 - 伊藤健太郎
RTX-440ガンタンク小隊3番機パイロット。階級は曹長。
アリーヌやカルッピと同じく囚人兵。ザクIの攻撃で左目負傷を含む深手を負い、自機の自爆装置を起動させ、攻撃してきたザクIを道連れに自爆して戦死。
戦闘開始前の作戦説明で、上官のコレマッタの非情な作戦内容に食って掛かる。ベテランパイロットで実力は高いが加齢で能力が低下していたロートルな上に、ヨーロッパの各戦線に駆り出されて連戦していたので疲労が蓄積し、敵のジオン軍の反撃が激しくなってからは対応しきれていなかった。
敵のジオン軍のザク1も旧式機体でベテランパイロットのロートルなので「お前もロートルか」と言い残し、自爆時は腕でザク1を掴んで抱え込んでいる。

### パパ・シドニー・ルイス
声 - 檜山修之
対MS特技兵小隊第1分隊射手。階級は対MS特技曹長。バーバリーの右腕的存在で、ドライな性格の持ち主。
血気盛んで早く発砲を試みるが、バーバリーにまだだと制止させられることが多い。
ザクIIとの戦闘で他の分隊が次々に全滅するのを見て憤慨し、高機動車両M72 1/2tトラック・ラコタに乗って接近し、対MS重誘導弾「リジーナ」で攻撃しようとするも、ザクIIのSマインによってラコタごと撃破され、戦死。
ラコタでザクに接近突撃する際も、バーバリーにSマイン付きだと制止させられるが、時既に遅くてリジーナ発砲前にザクにSマインを発射されて戦死する。

### ハーマン・ヤンデル
声 - 磯部勉
第2話の主人公。第301戦車中隊第1小隊指揮官兼戦車長。階級は中尉。
顔面の生々しい傷跡と義足が特徴的。戦車長としてはかなりの腕前で、演習の模擬戦で61式戦車4輌に外れ無しで各1発命中させ、内2両を1回の砲撃で仕留めるほどだが、彼の乗る61式戦車は、よく機関不調やエンストを起こす(ただしMS相手時は良好になる)ため出撃する回数が少ない。また、彼の言動に見られる執念深さから、周囲からは「死神と暮らしている」と陰口を叩かれている。
過去にスネルの乗るザクIIに戦車ごと踏み潰され、足を切断するほどの戦傷を負う。そのため帰郷するが、故郷が戦禍により無くなっていたため、スネル機が全ての不幸の元凶と思い恨んでいる。
7月26日、ヨーロッパ北方戦線において戦車2個小隊と共にスネル機を含むザクII3機と交戦し味方の戦車部隊が壊滅する中で敵全機撃破し辛勝するが、直後に救援に来た第11パトロール隊の対戦車ミサイルが自車に命中。脱出しようとするも逃げ遅れてしまい自車の爆発に巻き込まれて戦死。61式戦車において天敵のザク(特に因縁のスネル)を撃破に成功して慢心の油断したところで、戦車より弱いはずの歩兵の対戦車ミサイルにやられるという皮肉な展開であった。
61式戦車隊はジオン軍の戦車のマゼラアタックなどと戦車同士の交戦せず、専らMSザクのみと交戦している。
MS通算撃破記録7機。

### ベン・バーバリー
声 - てらそままさき
第1話の主人公。対MS特技兵小隊指揮官兼第1分隊隊長。階級は中尉。
戦線縮小と称した撤退やザクから逃げ回る61式戦車、自分達が便利屋扱いされることに対してよく皮肉や嫌みを言う。
優秀な兵士だが、戦闘経験の浅い新兵ばかり補充され、戦闘では常に自分だけが生き残るため、周りから「部下の血を吸う死神」と呼ばれて苦悩している。
4月26日、ヨーロッパ南方戦線マリアージュにてザクIIとの戦闘で罠に誘うなどの戦法により部隊全滅と引き換えに2機を撃破するも、直後に伏せていたもう1機のザクIIと遭遇。拳銃で抵抗を試みるも戦死する。
劇中ではMS通算撃破記録13機とされるが、これが対MS特技兵小隊全体での戦果なのか自身が分隊長を務める第1分隊の戦果なのかは不明。

### ミケーレ・コレマッタ
声 - 東地宏樹
第44機械化混成連隊（MS配属後は独立混成第44旅団）大隊指揮官。階級は少佐。
性格は皮肉屋にして冷淡、部下からの不満や苦情に対しても適当に受け流してはぐらかすなど、なかなか食えないところがある。その一方で、オデッサ作戦時には RTX-440 陸戦強襲型ガンタンクの活躍に興奮して我を忘れる一面もある。また陸戦型ジムを装備した他の部隊を見て競争意識にかられている。終身刑で特赦になったアリーヌたちを戦場に各戦線に引っ張り出して、脱走したら後ろから撃つという厳しい面もあるが、ガンタンクの活躍で満足し慢心している。アリーヌの敵トーチカ報告によりビッグトレーで援護射撃して敵トーチカを破壊している。混乱して敵ダブデの砲撃を味方ビッグトレーの誤射と誤認している。
ヤンデルとは不思議と馬が合ったようで、彼の独断行動を容認し続けていた。オデッサ作戦では指揮官用ホバートラックに乗り、最前線で指揮を執る。激戦を生き抜いたようだが、その後の詳細は不明。
本作の全話に登場するのはコレマッタと死神だけである。ストーリー全編を通じて登場し最後まで存命し続ける。
脚本の大熊朝秀によると、モデルはドラキュラ伯爵。

### ミロス・カルッピ
声 - 楠大典
RTX-440ガンタンク小隊2番機パイロット。階級は技術少尉。
アリーヌやクズワヨと同じく囚人兵。アリーヌの事情を知っており、彼女の復讐に協力する。ダブデ級1隻目に対し体当たりし撃破するも、自機爆発により戦死。
コレマッタの非情な発言の「本日中に到着しなかったら監獄に逆戻りだった」との発言に「何を!」と食って掛かりアリーヌに制止される、クズワヨより先に抗議している。
敵の配置が戦闘開始前に詳細にわかっているので(実際はクラウドがスパイで内通しているが)、「ジオンにも裏切り者がいるってか」と発言している。
アリーヌのことをミーサと呼ぶ。
同僚で先輩のクズワヨの戦死にも動じず、ダブデを発見しアリーヌと共にダブデ1隻目に集中攻撃を仕掛け、突撃途中でダブデの機関砲を被弾するもダブデ護衛機のザク2を主砲で撃破し、重地雷を全て起動して自爆しダブデ1隻目に甚大な被害を与えている。

### モーガン
61式戦車の乗員（おそらくは車長）。階級は不明。
ヤンデルと共にスネル機と交戦。他の戦車と相互援護しながら後退をしていたところ、ザクマシンガンで撃破され戦死。

### レイバン・スラー
声 - 小西克幸
ヤンデル車のドライバー。階級は軍曹。ヤンデル車の新しいドライバーとして転属してきた。
ヤンデルの高い戦闘力を認めつつも、どこか狂気じみた言動に恐れを抱くようになる。また、ヤンデルに取りついた死神を見て戦慄するが、平静に行動をとり続けることができた。
ヤンデル車が撃破された際、車外にいたため爆発を免れ生き残る。なお、エンディングでヤンデル同様、自分も帰る故郷が無い身の上であることを明かしている。
霊感があり、戦死者のうめき声を聞いたり死神の姿を見ることができるので、上官ヤンデルに死神を見たらどんなものか教えて欲しいと言われる。

## ジオン公国軍

### メーメット
ザクIIのパイロット。階級は不明。
スネルと共にヤンデル隊と交戦する。ヤンデル隊の横方向に回りこんで攻撃するが、照明弾で目を眩まされひるんでしまい、そこを袋叩きにされ、最後はモノアイを撃ち抜かれて撃破される。

### エルマー・スネル
声 - 大塚明夫
ザクIIのエースパイロット。階級は大尉。セリフによると月面出身。
白のパーソナルカラーに、頭部とシールドにトカゲのマークを付けた機体を操り、多数の61式戦車を撃破して戦功を挙げた。敵味方から「白き鬼、ホワイト・オーガー」の異名で呼ばれ、恐れられている。終始搭乗するザクを通してしか台詞が無く、本人の容姿はほとんど確認できない。
ヤンデルと同様死神に取りつかれており、毎晩ヤンデルと交戦する夢を見せられていたが、途中で終わるためその結果は分からずじまいである。
7月26日、不調と報告しザクII2機に護衛されて離脱したあと、ヤンデル隊（戦車2個小隊）の待ち伏せに遭い交戦。味方のザクII2機と共に戦車2個小隊8輌を撃破し全滅させたと思ったが、実は臨時編成の9輌であり、警戒を緩めた隙にヤンデル車に背後を取られてしまい、コクピットを撃ち抜かれて戦死する。

### クライド・ベタニー
声 - 遊佐浩二
地球連邦軍の元技術士官。階級は不明。
ジオンに内通しており、アリーヌから聞き出したRTX-440ガンタンクのデータをジオンに横流ししてそのまま出奔する。実は連邦軍の二重スパイであり、ジオン内部に潜り込むために、将来性が期待されていないRTX-440を手土産にしたのが真相であった。
だが、事情を知らず終身刑を受けたアリーヌの恨みを買い、オデッサ作戦中に敵となって再会。弁明もむなしく、アリーヌの自爆攻撃で乗っていたダブデが大爆発し、戦死する。

### ベーメル
声 - うえだゆうじ
ザクIIのパイロット。階級は不明。
4月25日、味方のガウのミスで、2機のザクIIと共に敵のど真ん中に降下してしまい、孤立してしまう。翌4月26日朝、攻撃命令を受けて出撃したバーバリーたちに攻撃され撃破される。
地球侵攻作戦が始まる前は、サイド3に配属されていた。
ホームシックとなって戦闘中に停止してしまうなど新兵で未熟である。

## その他

### 死神
声 - 井上喜久子
ジオン軍と共に重力の底へ降り立った謎の女性。本編の狂言回し的存在。各話の主人公に取りつき、戦いへの恐怖や衝動、敵への恨みを甘くささやきながら、やがて取りついた相手を死に誘う。まれに取りついた人物以外にも見えることがあるが、正気を失ってしまう場合もある。